# Malga Meda
Malga Meda è una malga situata nel comune di Borgo Lares, in provincia di Trento, a 1656 m s.l.m.
Il nome deriva dal latino "meta", ossia altura, in riferimento alla sua posizione geografica. Lo stallone dietro alla Malga era chiamato 'l baracon.

## Storia

### 1913
È da questa data che risalgono le informazioni a noi disponibili.
Collocata originariamente 100 metri di dislivello più a valle, alla base di un pendio detto “rampa finale”, Malga Meda fu costruita nell'attuale posizione solamente nell'anno 1913. Non indifferenti furono le difficoltà da affrontare per la difficile accessibilità del luogo, quindi si pensò di costruire una "calchera" allo scopo di avere a disposizione la calce direttamente sul posto; si trattava di una costruzione costituita da una profonda costruzione in sassi cilindrica, con una bocca di accesso nella parte inferiore necessaria per l'accensione del fuoco. Infatti, al di sopra di essa, si trovava una “volta a botte” la quale, diventando ardente, "cuoceva" le pietre inserite nel cilindro.

### La prima distruzione del 1914
Una valanga proveniente dal lato sinistro (posto a NEE rispetto alla Meda) detto tovisél causò ingenti danni: quasi metà stallone rimase distrutto e anche la parte abitabile della Malga rimase profondamente danneggiata. Per questo motivo, prima di procedere alla ricostruzione, fu innalzato a monte della baita un terrapieno di protezione in sassi che, in previsione di altre slavine, doveva quantomeno attenuarne l'onda d'urto.
Si procedette in seguito alla riedificazione della parte di stalla rasa al suolo; si optò per ricostruirla spostata di 3-4 metri a monte e con il tetto a spiovente unico, tant'è che a prima vista la stalla sembrava quasi essere divisa in due parti.
A testimonianza di questo spostamento sono tuttora ben visibili all'esterno dell'attuale costruzione le fondamenta delle vecchie mura.

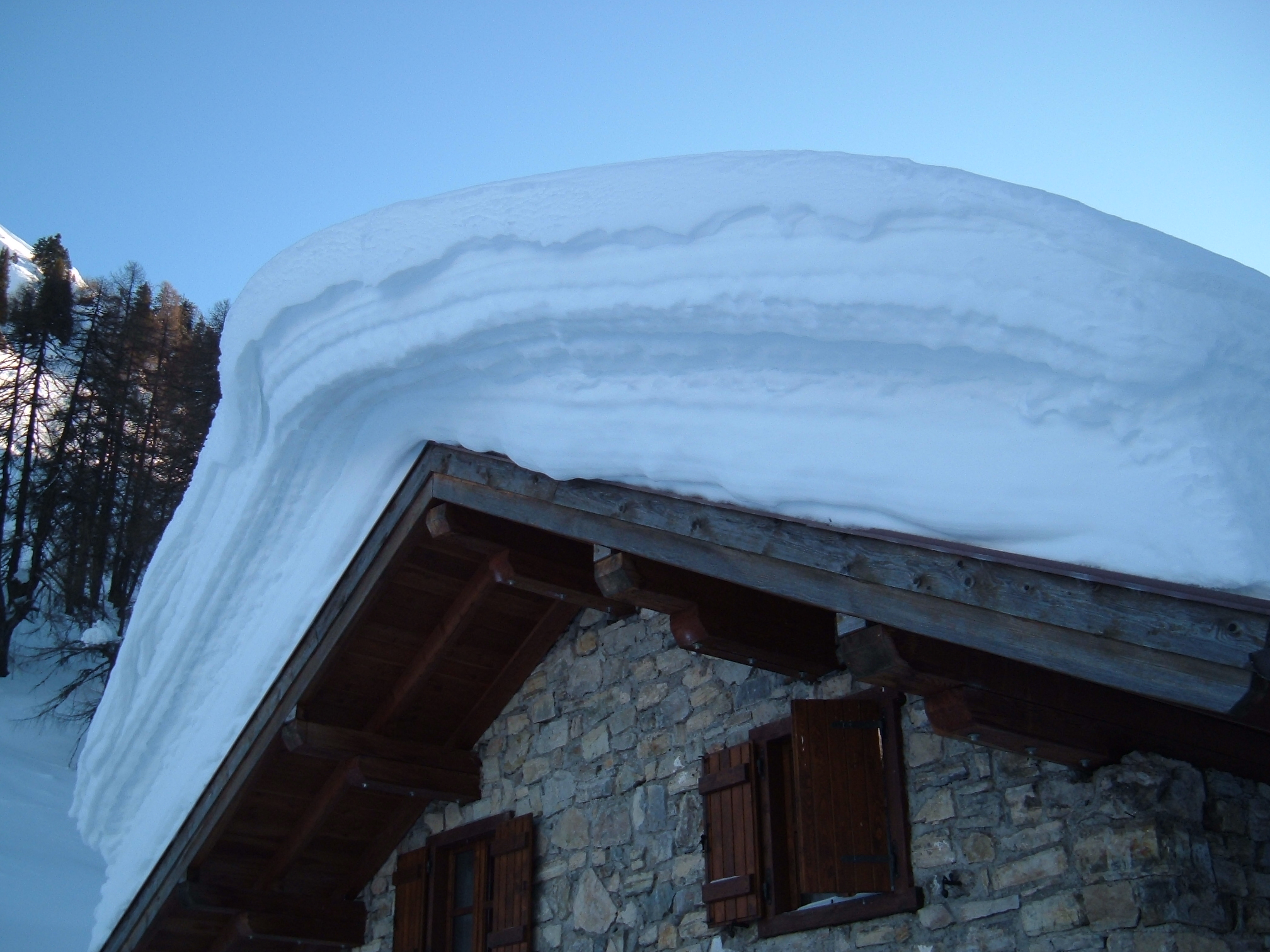
Il tetto della malga ricoperto di neve

### Nel corso degli anni, dal 1920
Dopo un periodo di inutilizzo della Malga, causa la prima guerra mondiale, agli inizi degli anni venti questa cominciava ad essere valorizzata e utilizzata in modo concreto per i pascoli. La Malga, così com'era, aveva lo stallone in legno, con alle fondamenta dei soli pilastri portanti; l'attività di alpeggio, che cominciava il giorno di S. Pietro (29 giugno), era ben sviluppata ed organizzata.

### La seconda distruzione, 1940
Dal 1914 al 1940 resistette l'originario stallone in legno. Nel 1940 lo stallone bruciò, ma le cause del rogo non sono mai state chiarite.
Dello stallone restarono un pilastro, un muro e tante macerie.
Intorno al 1945 fu ricostruita la parte abitabile della Malga con il finanziamento del comune di Tione (che infatti durante il periodo fascista aveva accorpato i paesi di Bolbeno, Saone e Zuclo).

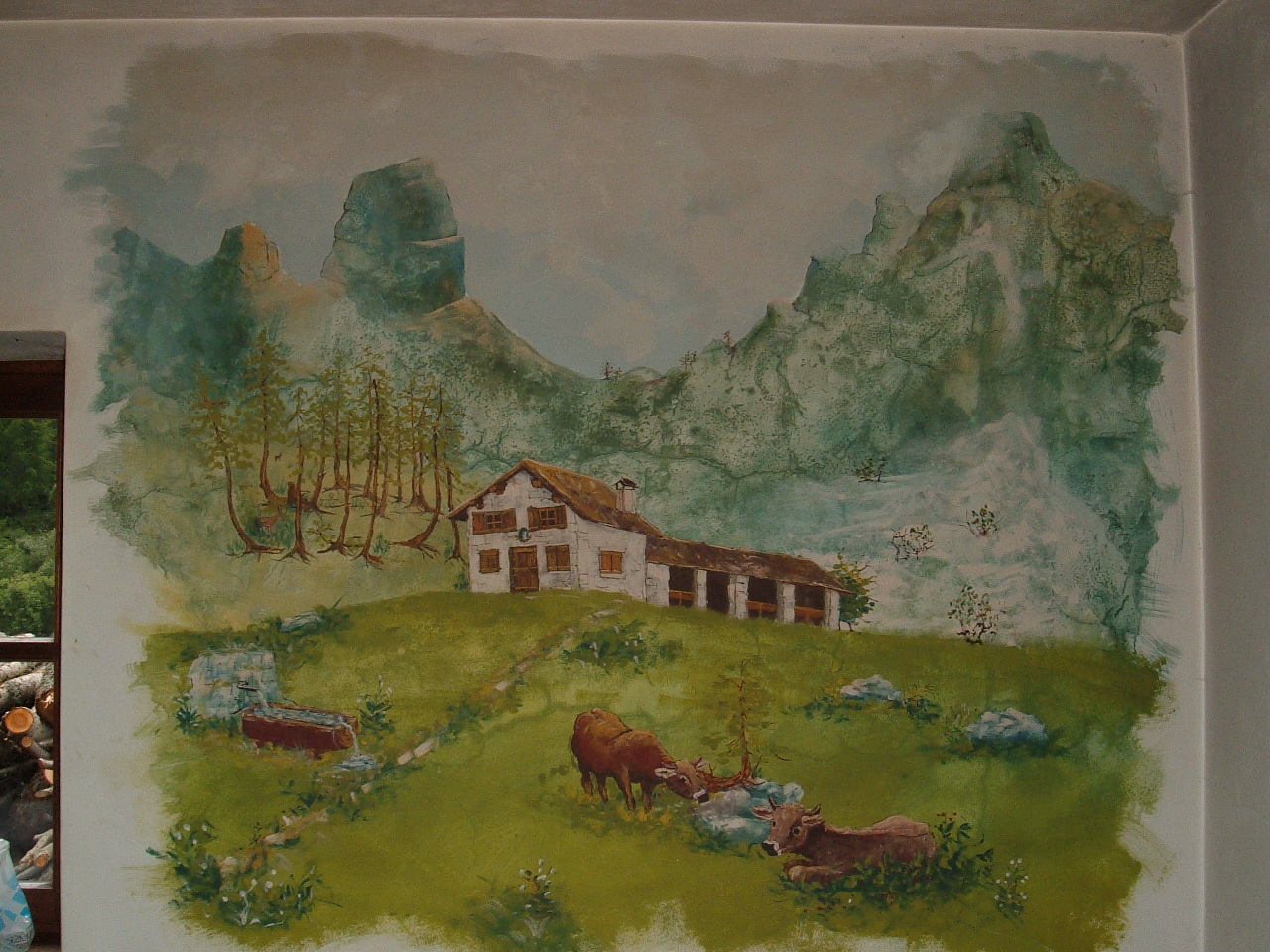
Affresco su uno dei muri interni della malga

Lo stallone fu imbastito frettolosamente e con poche finanze a disposizione; aveva un muro di cinta in sassi alto circa un metro e la restante parte fu completata in legno di larice, disponibile nelle zone limitrofe, Ludrànega e tof d'acqua, dove venivano tagliati con una grossa sega a mano.

### La ricostruzione, 1955
Fu grazie all'opera dell'impresa Franchini Lino e Marchiori Vigilio se Malga Meda nel 1955 venne completamente ricostruita.
I lavori di costruzione e ristrutturazione coinvolsero sia lo stallone che la “casina”, della quale era stata scoperchiata una parte di tetto per costruire un cordolo in cemento per rinforzare le vecchie mura. Lo stallone fu ricostruito completamente, utilizzando ancora alcuni dei robusti travi portanti in larice del vecchio tetto.
La calce si prendeva a Prà di Bondo (Roncone) dove c'era una delle più grandi “buse dela calzina” della zona.
Nel trascorrere dell'anno la costruzione fu terminata e rimase così fino al 1974.

### Ancora una slavina, 1974

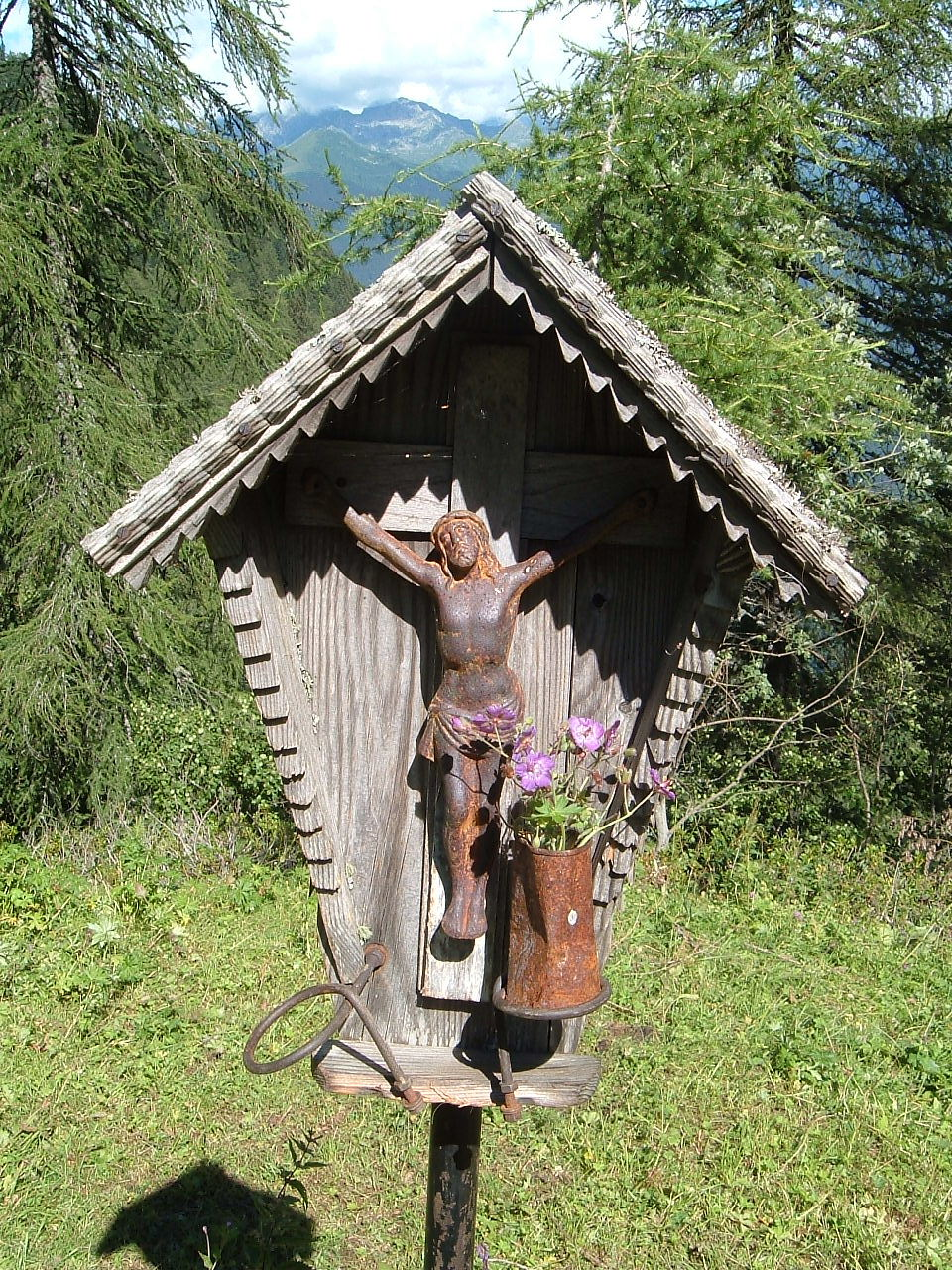
Il crocefisso

L'inverno del 1974 fu particolarmente nevoso; nevicò a tal punto che l'avvallamento a SSO rispetto alla malga si riempì di neve.
Sì staccò una grossa slavina che generò un potentissimo spostamento d'aria con conseguenze disastrose, amplificate dal peso della neve sul tetto.
Fu eseguito un provvisorio intervento tampone da parte della Pro Loco di Bolbeno sotto la presidenza di Fedele Marchetti. Dello stallone era caduto il pilastro centrale, mentre della casina non restava quasi più nulla. In primo luogo furono messi al sicuro dalle intemperie i legni più grossi e le travi portanti per prevenirne il degrado. Fu poi rattoppato il tetto dello stallone per evitarne un repentino deterioramento.
Nella prima metà degli anni novanta la malga fu nuovamente oggetto di ristrutturazioni.

## Galleria d'immagini

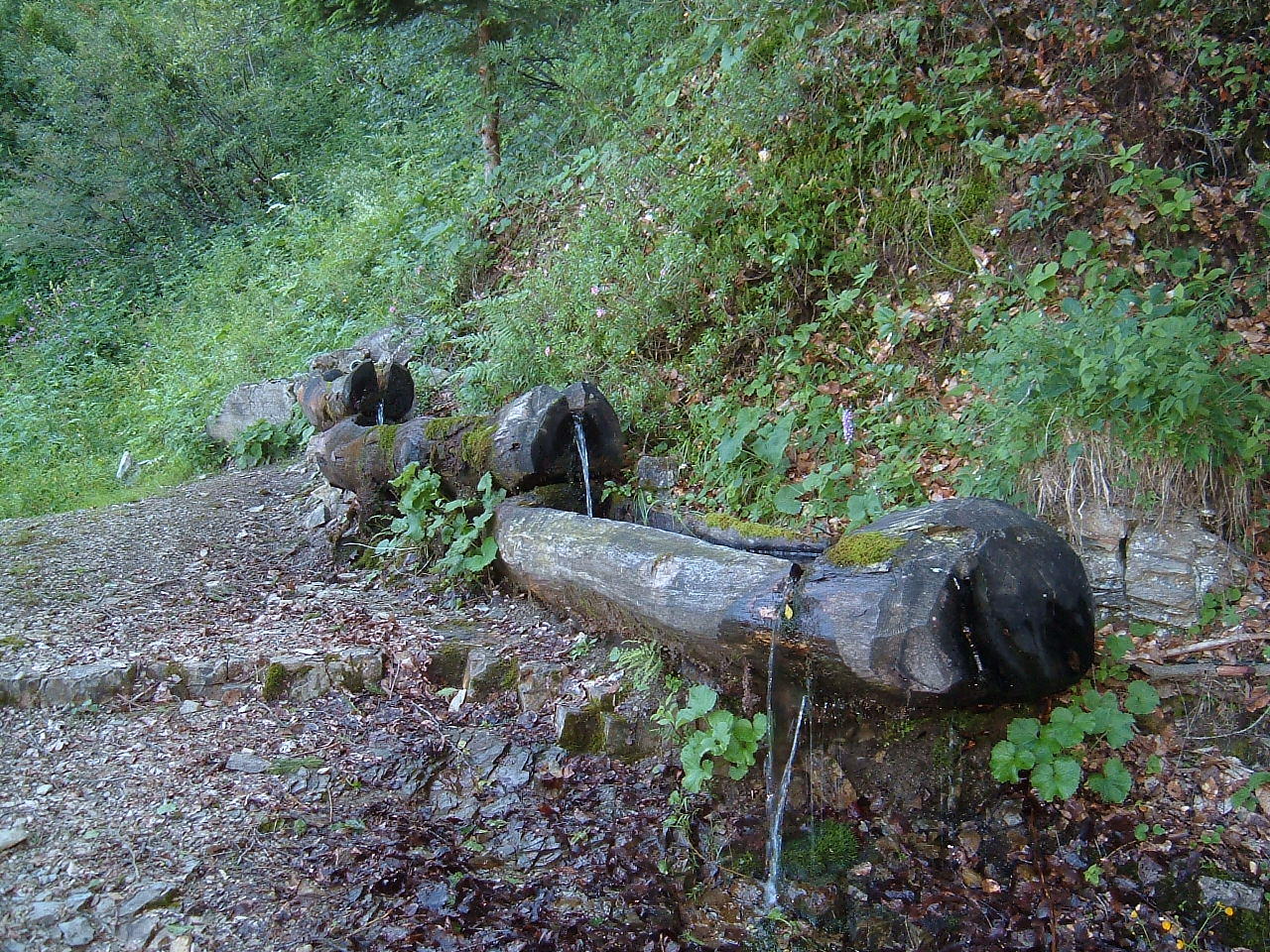
I brenc unica sorgente vicina alla malga
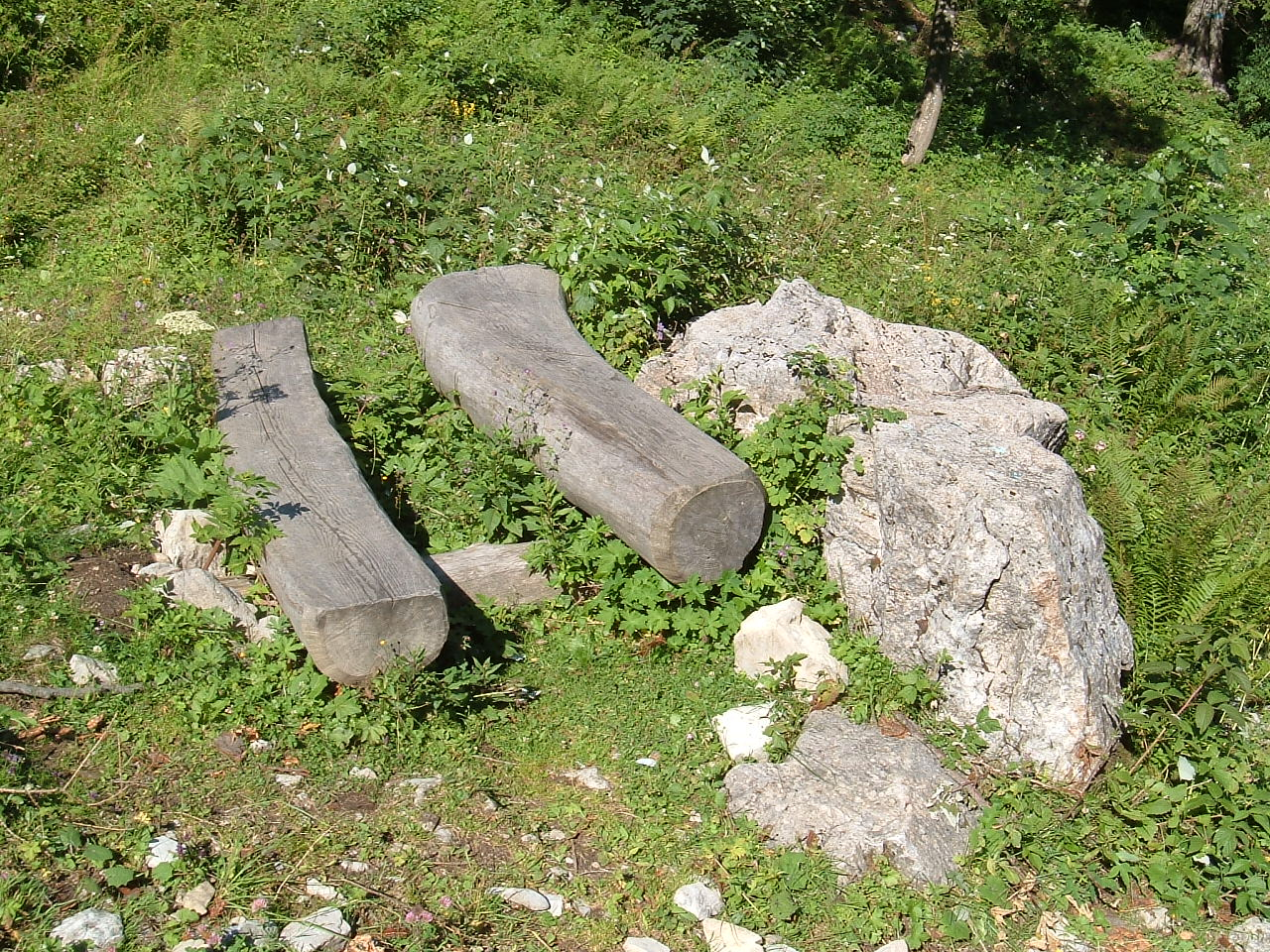
Il sasso che segna circa la metà del sentiero per raggiungere la malga
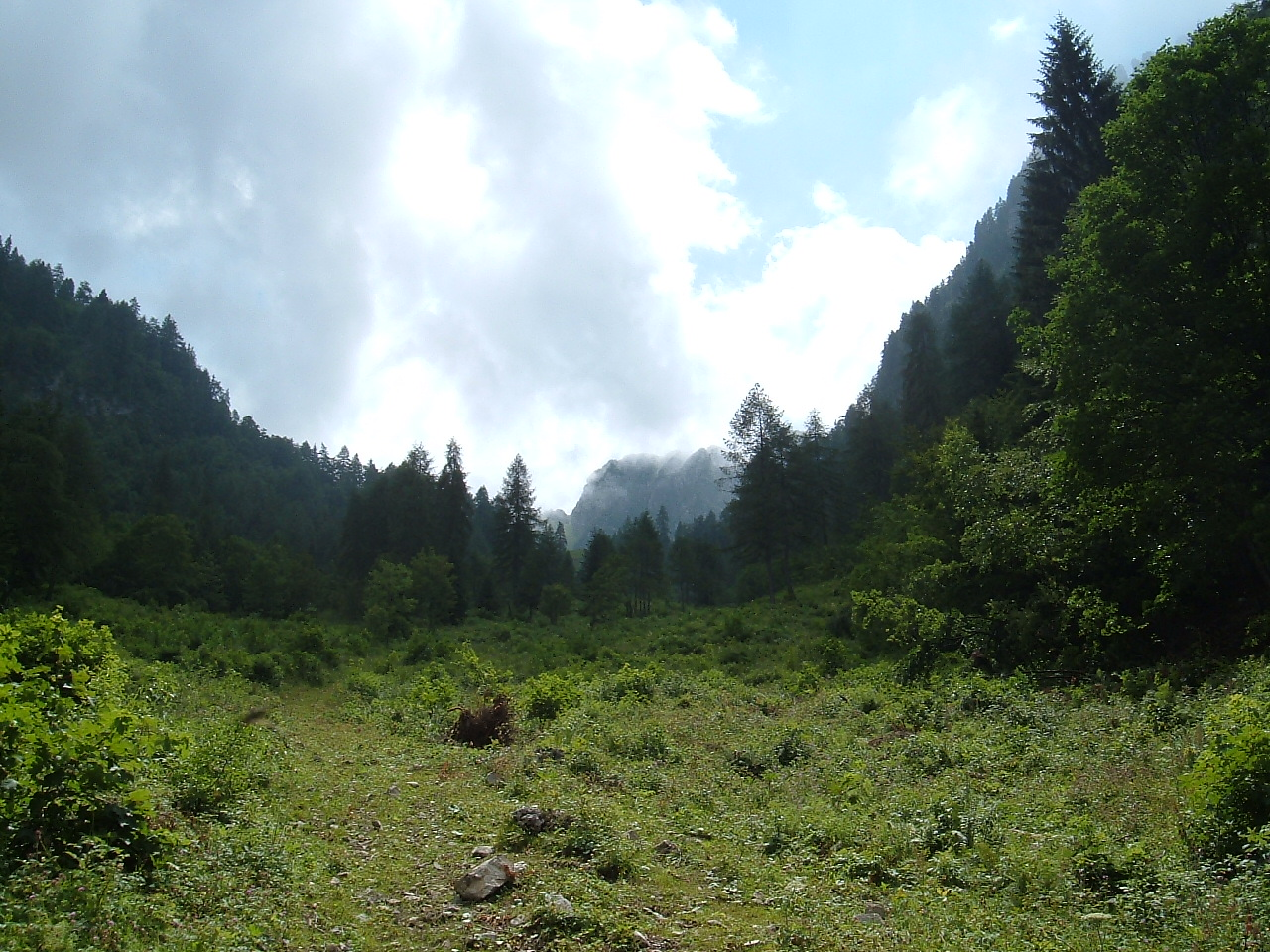
Val Larga verso l'alto dal sasso di metà valle
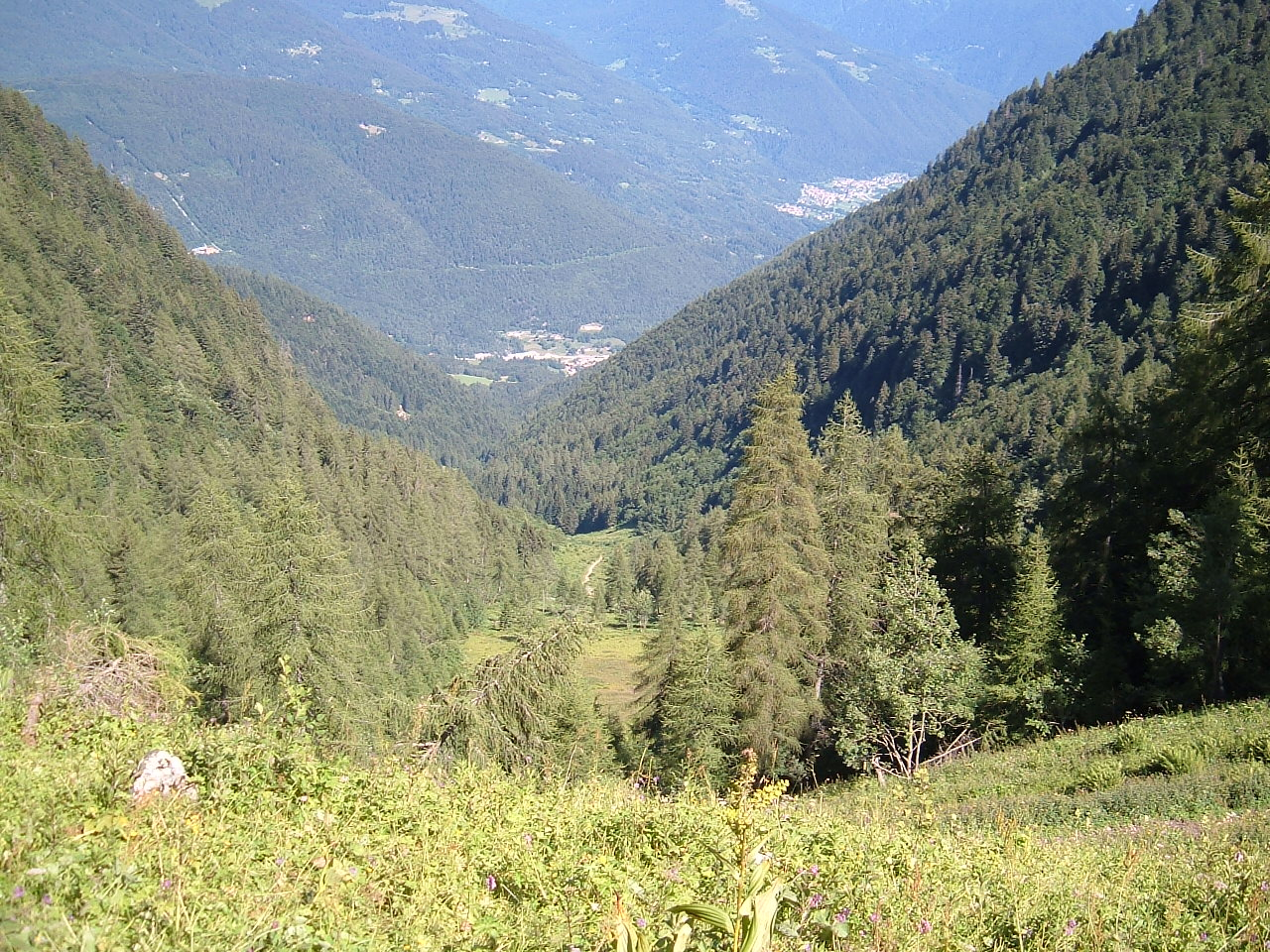
Val Larga verso il basso
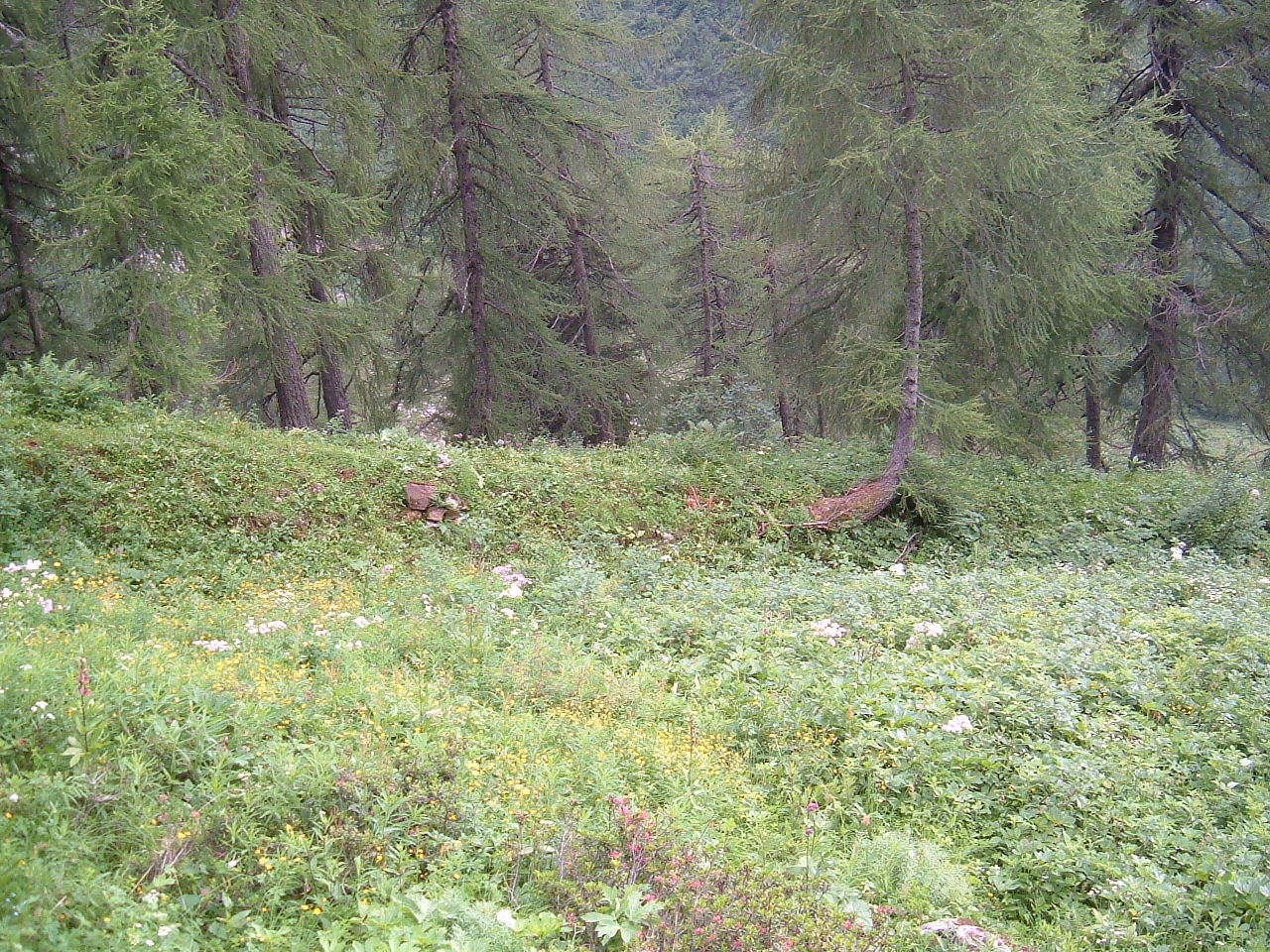
Il terrapieno costruito nel 1914 ormai ricoperto dalla vegetazione
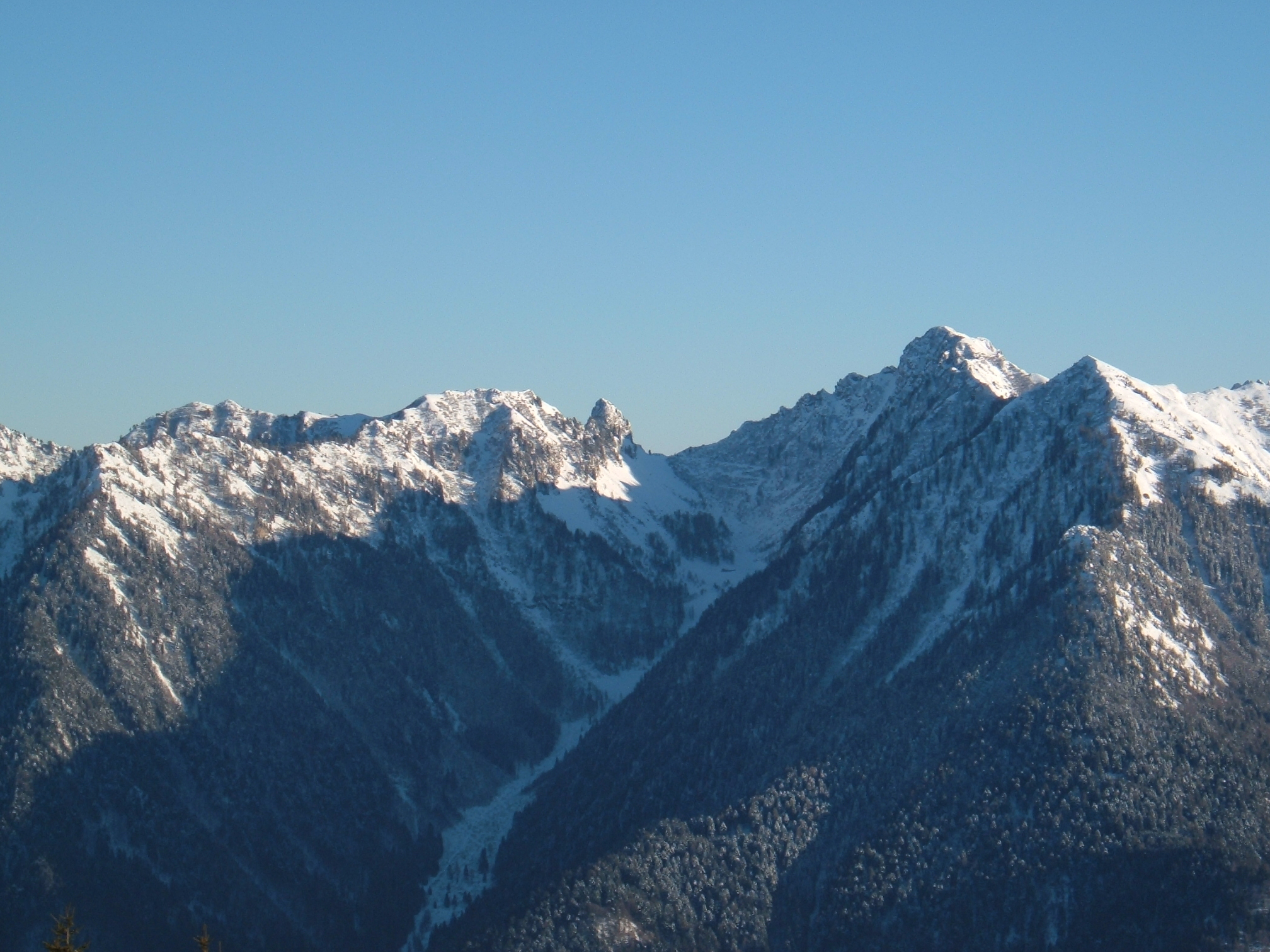
L'intera vallata fotografata d'inverno.